# Лобачів
Лобачі́в — село в Україні, у Володарській селищній громаді Білоцерківського району Київської області. Розташоване на обох берегах річки Молочна (притока Росі) за 14 км на південь від смт Володарка. Населення становить 896 осіб (станом на 2001 рік).

## Населення
Станом на 1989 рік у селі проживало 972 особи, серед них — 425 чоловіків і 547 жінок.
За даними перепису населення 2001 року у селі проживало 896 осіб. Рідною мовою назвали:
| Мова       | Кількість осіб | Відсоток |
| ---------- | -------------- | -------- |
| українська | 864            | 96,43 %  |
| російська  | 29             | 3,24 %   |
| молдовська | 1              | 0,11 %   |
| інші       | 2              | 0,22 %   |

## Галерея

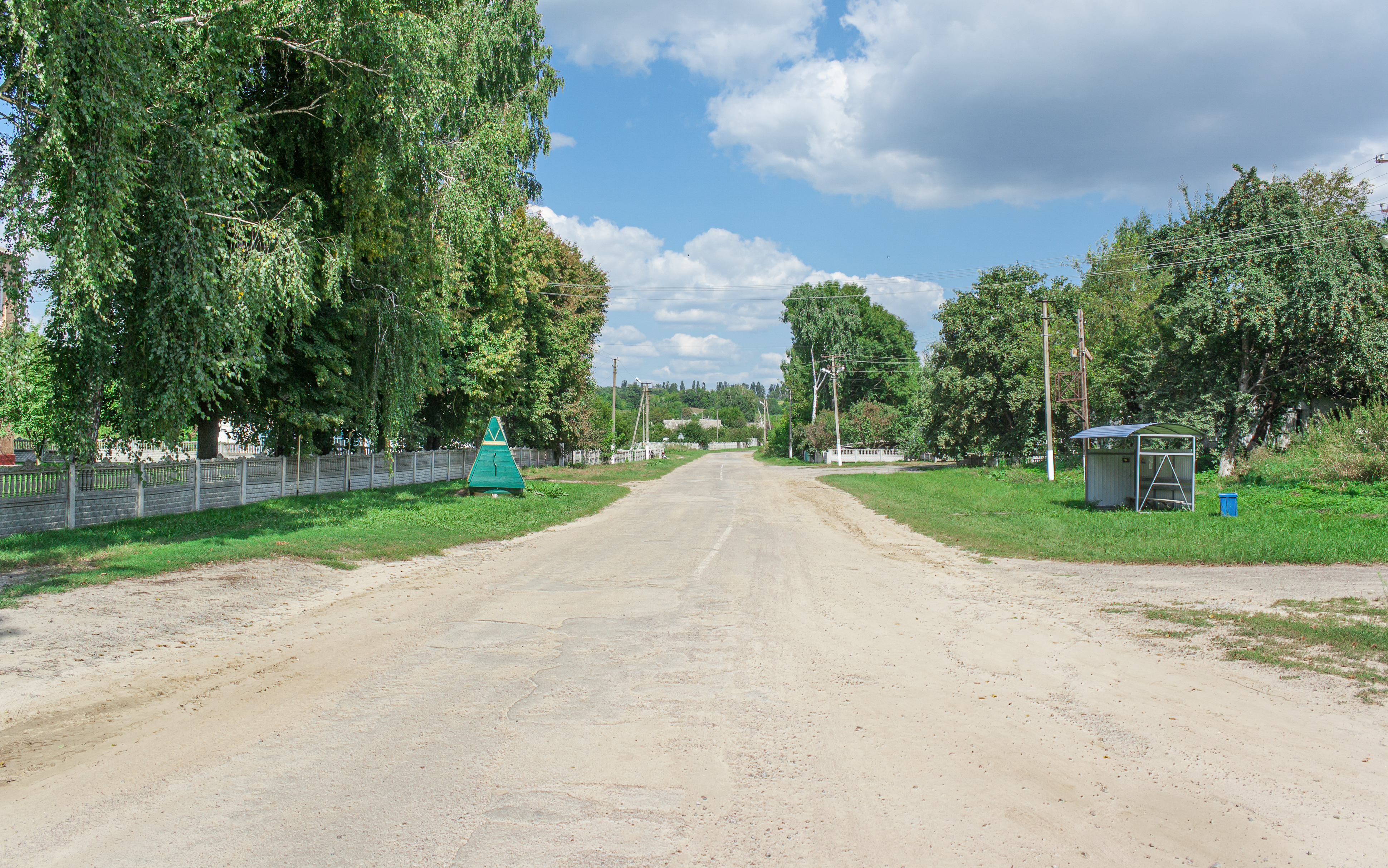
Вулиця Шевченка
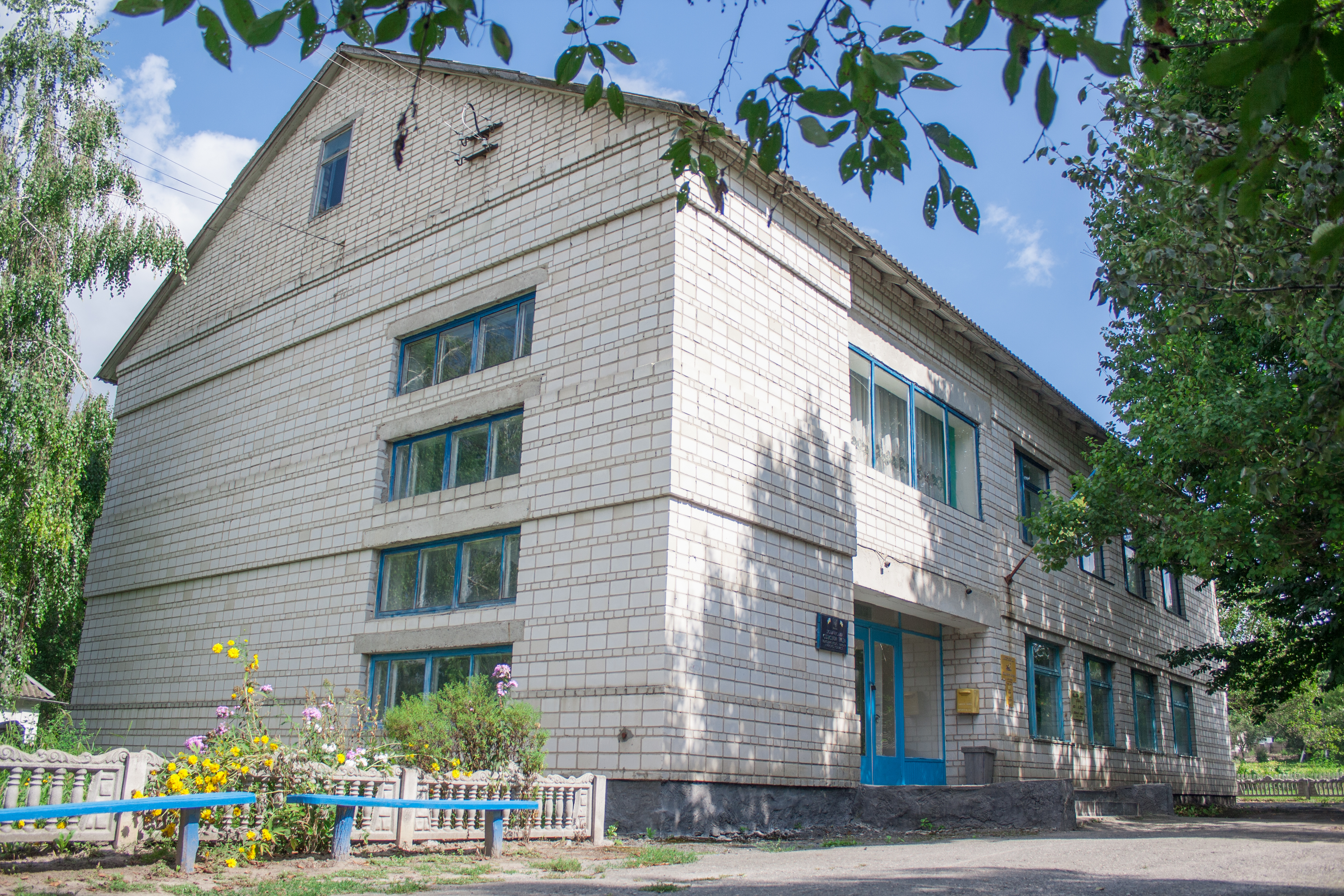
Сільська рада
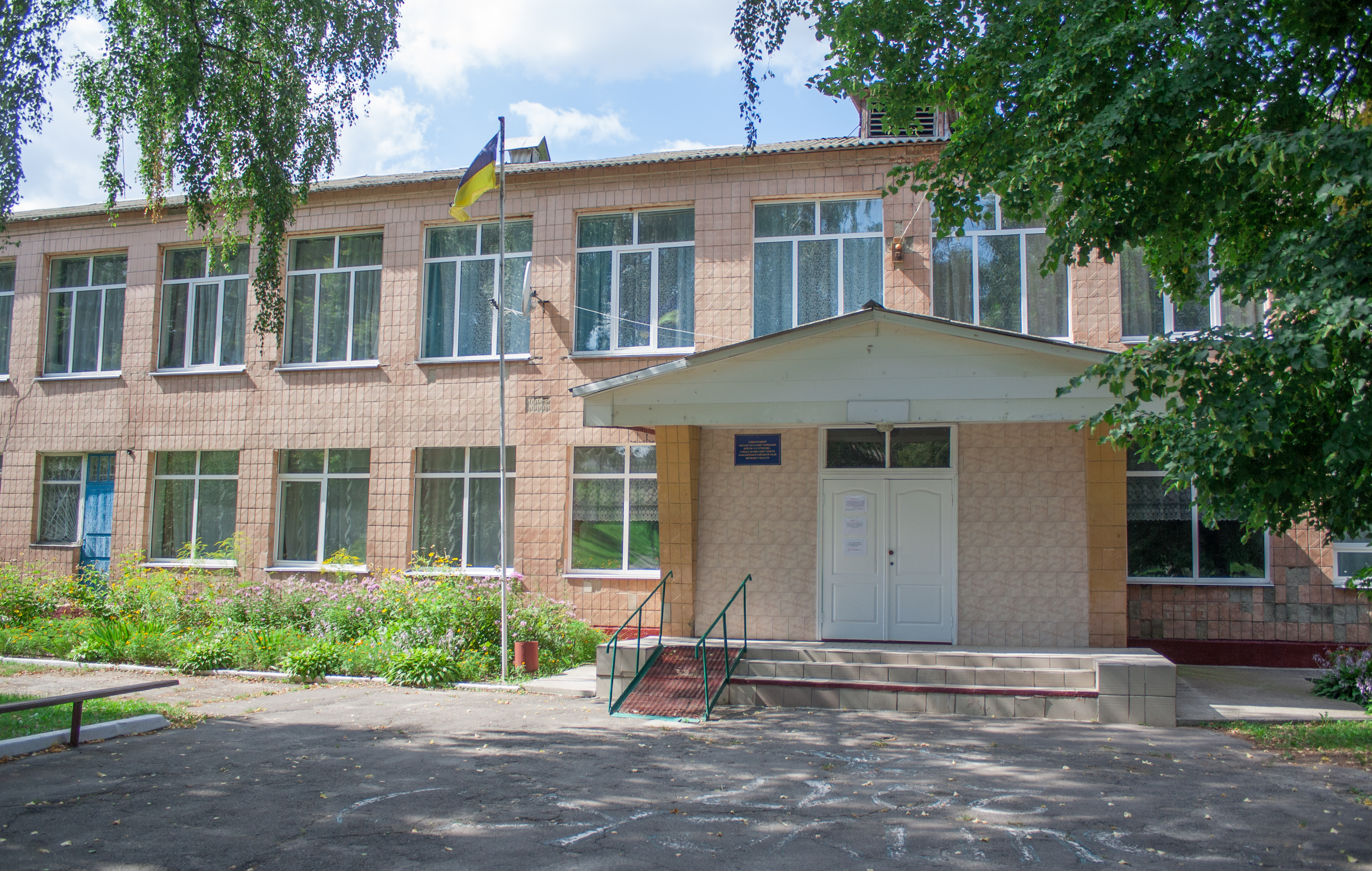
Школа
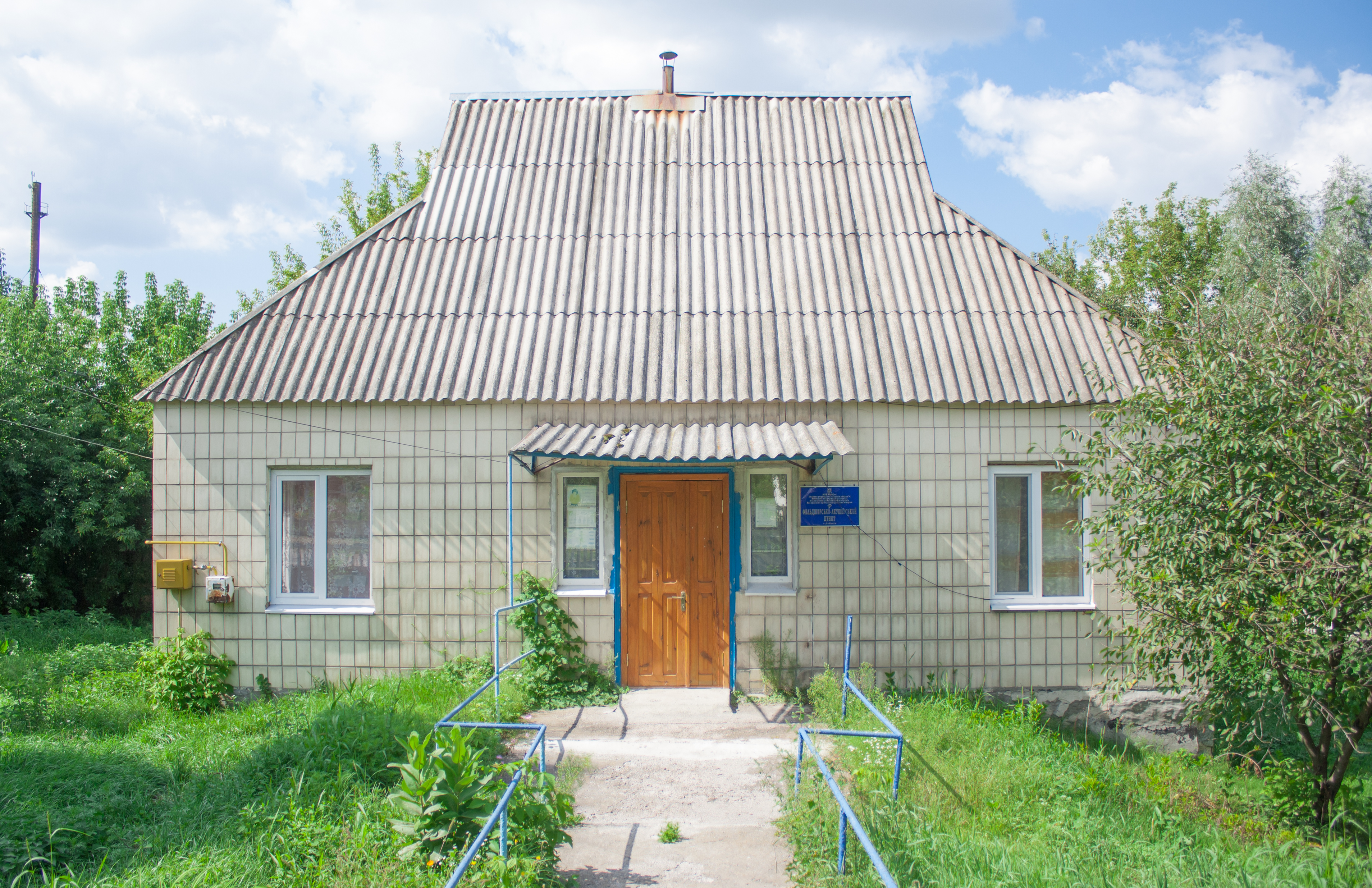
ФАП
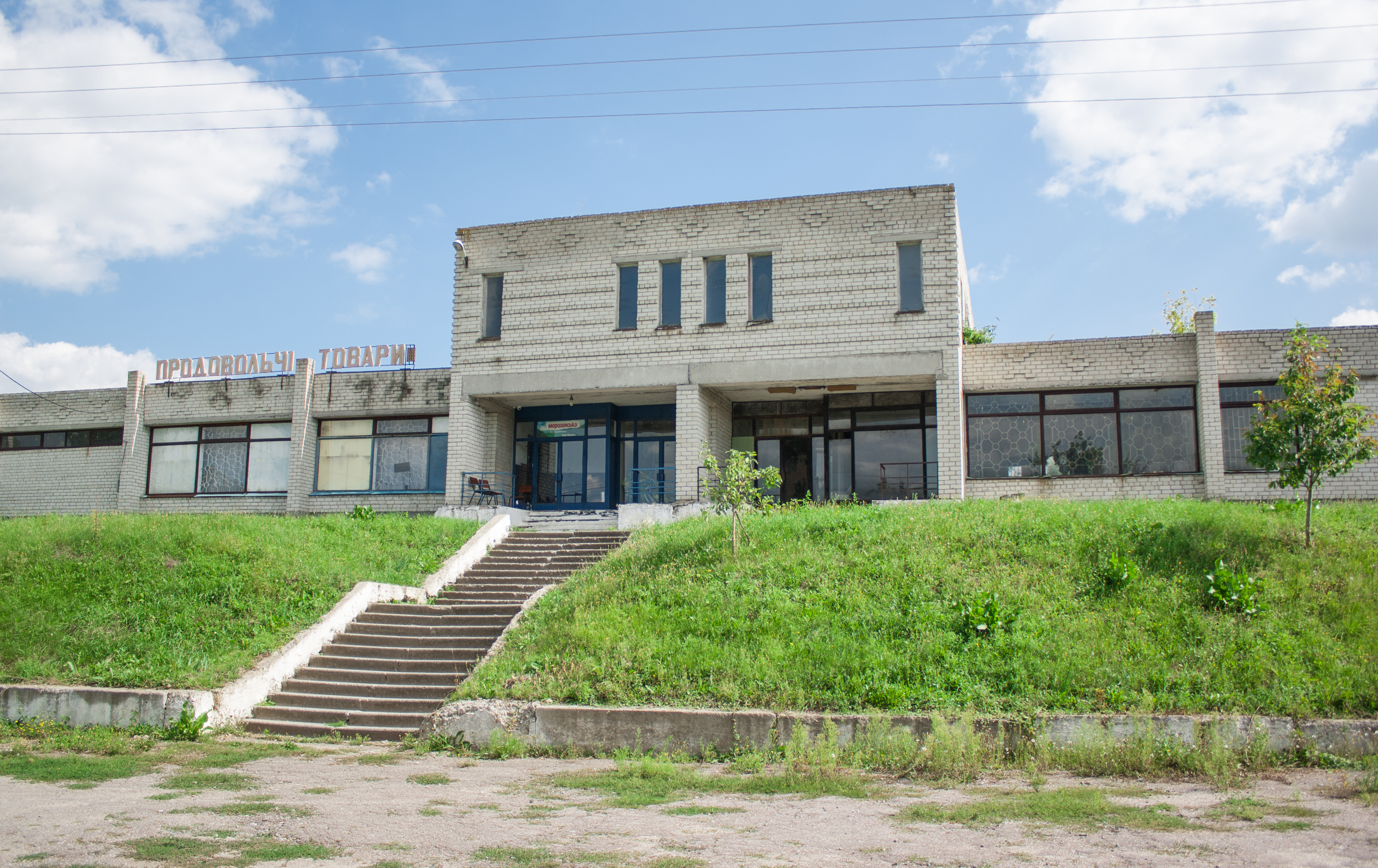
Магазин
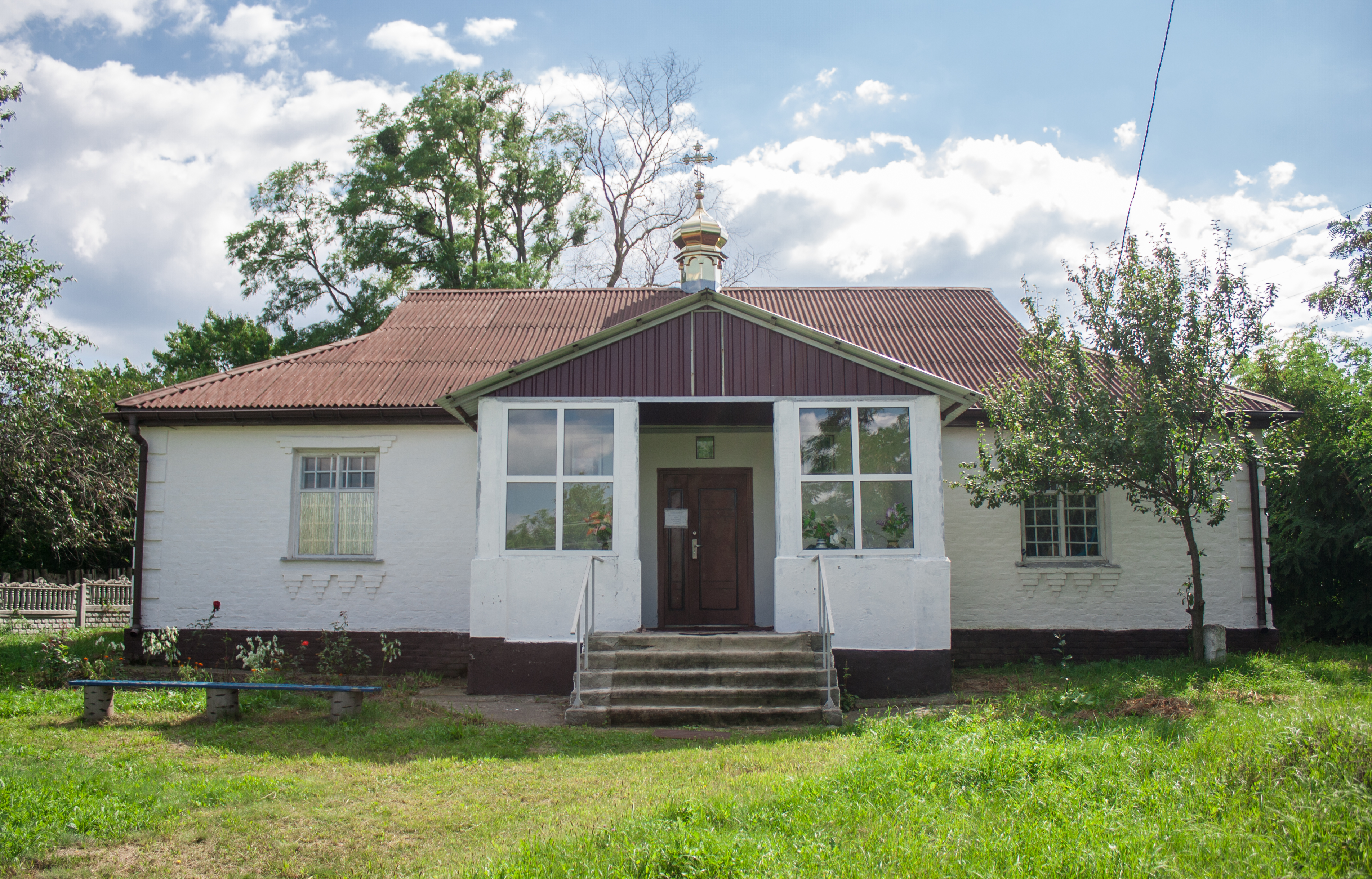
Церква
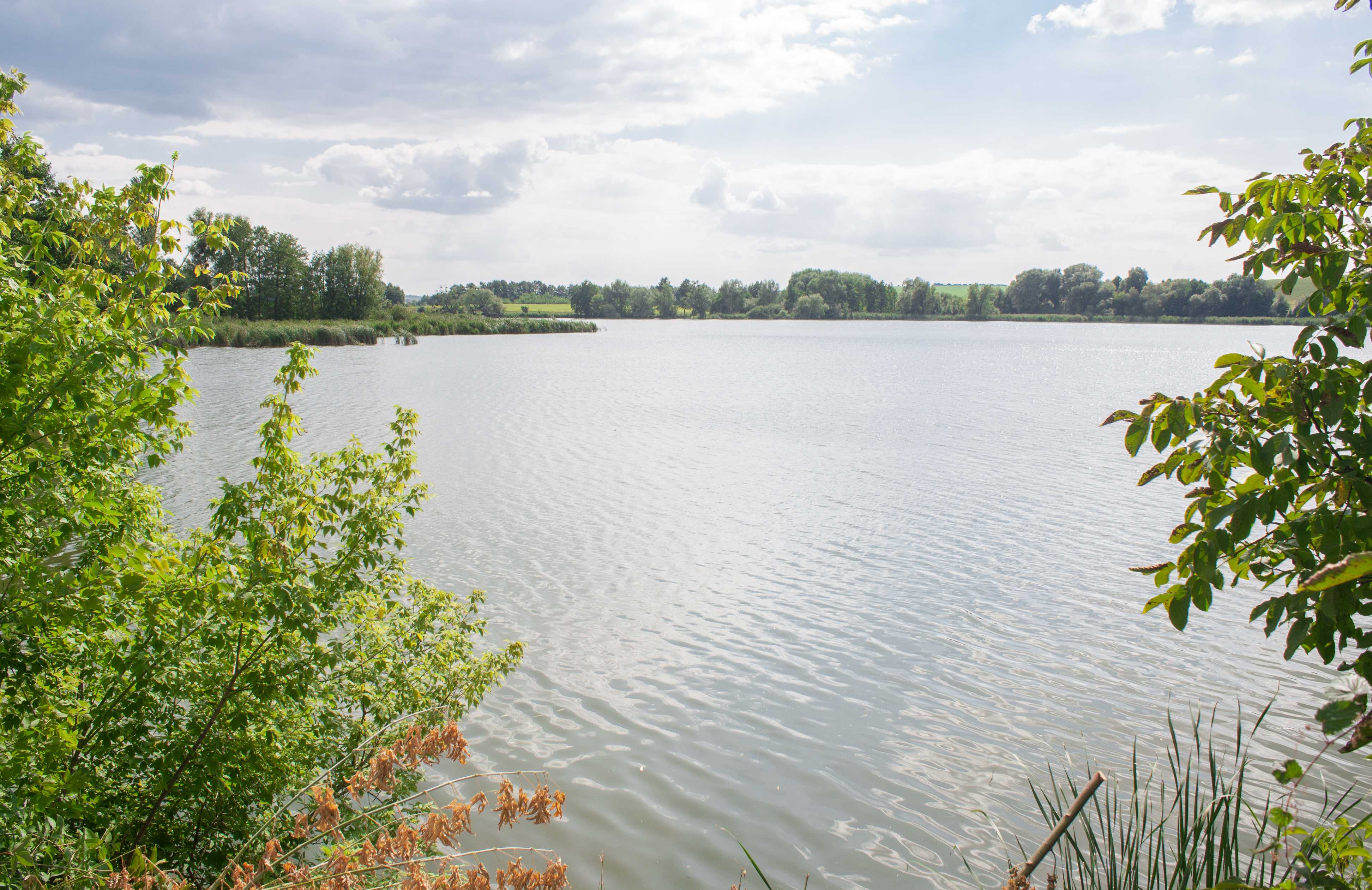
Ставок на річці Молочна
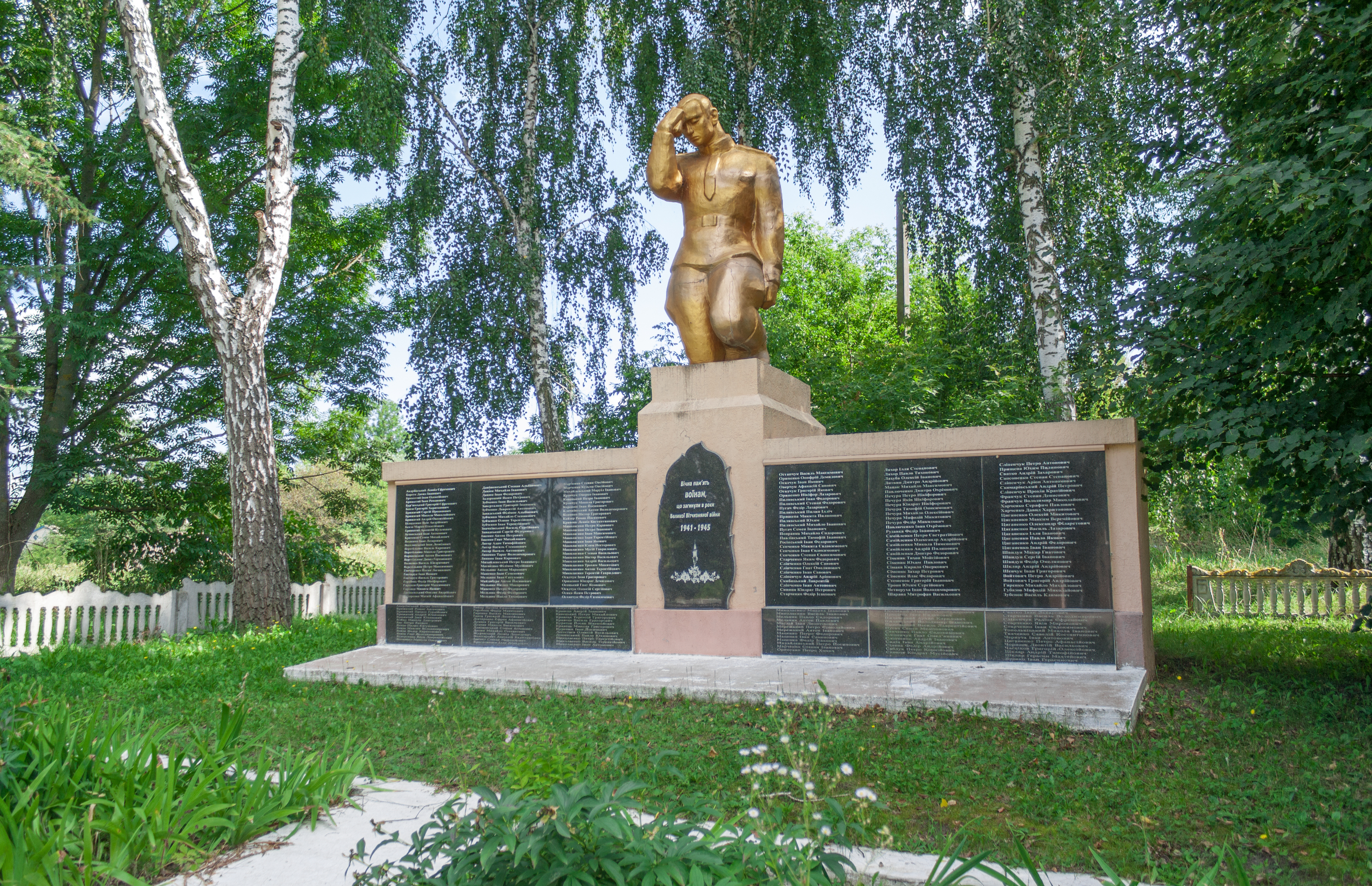
Пам'ятник воїнам-односельцям

## Постаті
- Михайлевський Антон Флоріанович (* 1943) — письменник, журналіст. Член НСПУ